# Tổng liên đoàn Lao động Quốc tế
Bản mẫu:Labor
Tổng liên đoàn Lao động Quốc tế (viết tắt là ITUC; tiếng Anh: International Trade Union Confederation; tiếng Pháp: Confédération syndicale internationale (CSI); tiếng Đức: Internationaler Gewerkschaftsbund (IGB); tiếng Tây Ban Nha: Confederación Sindical Internacional (CSI)) là nghiệp đoàn lớn nhất thế giới. Tổ chức được thành lập vào ngày 01 tháng 11 năm 2006 từ sự sáp nhập của Liên đoàn Quốc tế của các Công đoàn độc lập (International Confederation of Free Trade Unions - ICFTU, thành lập năm 1949) và Tổng liên đoàn Lao động Thế giới (World Confederation of Labour - WCL, thành lập năm 1920). Đại hội Thành lập ITUC được tổ chức tại Viên (Áo) và đặt trước bởi các đại hội giải thể của cả hai ICFTU và WCL.
ITUC đại diện cho 176 triệu người lao động thông qua 328 tổ chức trực thuộc trong 162 quốc gia và vùng lãnh thổ. Sharan Burrow là Tổng thư ký hiện nay.

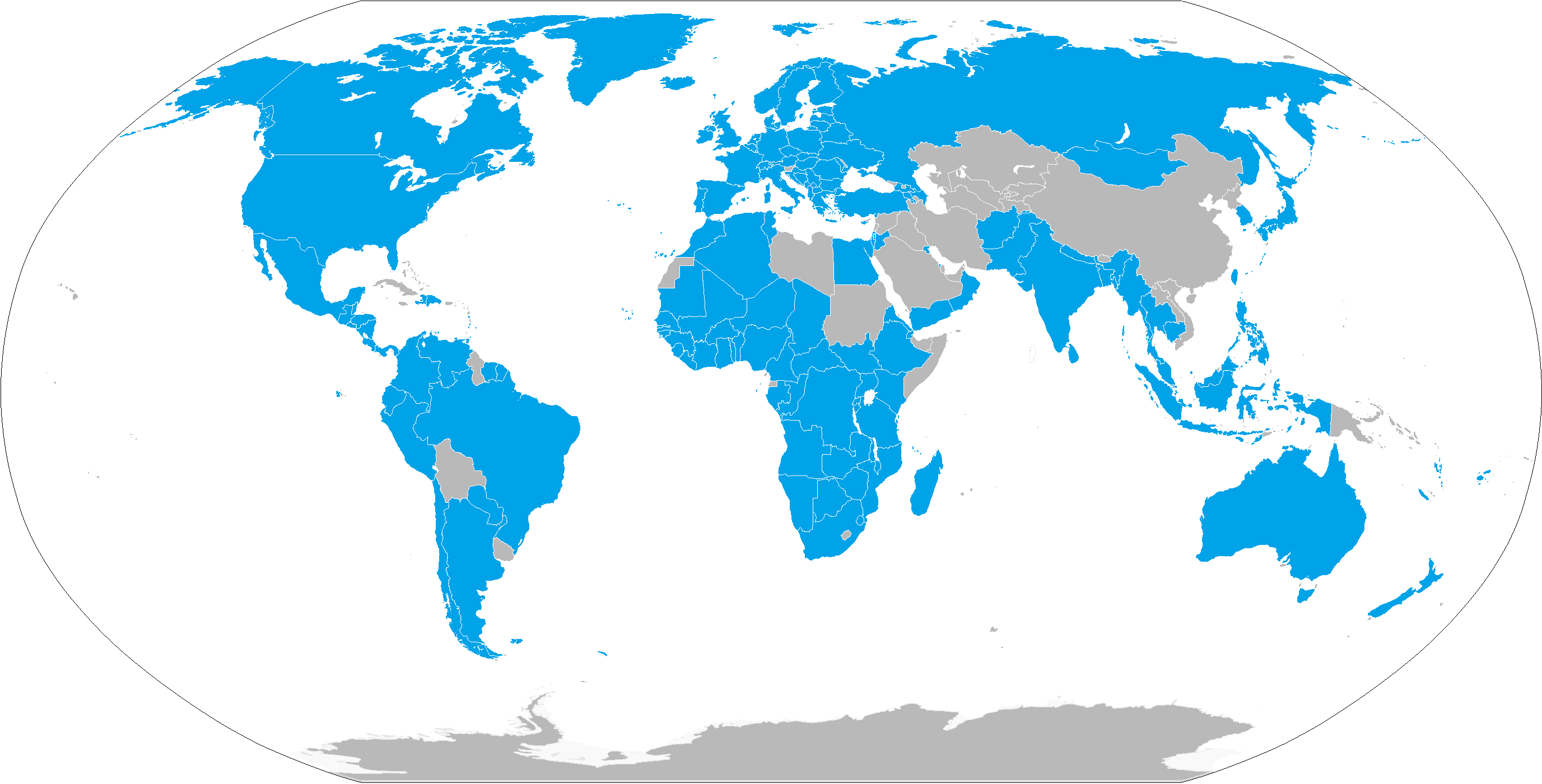
Các quốc gia (màu xanh) có tổ chức trực thuộc ITUC

Lịch sử thành lập ITUC bắt đầu từ khi Đệ Nhất Quốc tế thành lập Hội Liên hiệp Lao động Quốc tế (tiếng Anh: The International Workingmen's Association) và trong năm 2014 đã kỷ niệm 150 năm thành lập Hội Liên hiệp Lao động Quốc tế tại Đại hội thế giới riêng được tổ chức tại Berlin. Cũng trong năm 2014, đã cho ra mắt ITUC Global Rights Index, trong đó xếp hạng các quốc gia theo 97 tiêu chuẩn liên quan đến quyền của người lao động, như tự do khỏi các điều kiện áp bức bạo lực và quyền đình công và đoàn kết lập hội.